# Wag the Dog
Wag the Dog er en amerikansk komediefilm fra 1997 instrueret og produceret af Barry Levinson og er baseret på bogen American Hero af Larry Beinhart. Filmen har Dustin Hoffman, Robert De Niro (som også er producer), Anne Heche, Denis Leary, William H. Macy, Kirsten Dunst og Woody Harrelson på rollelisten.

## Medvirkende
- Dustin Hoffman – Stanley Motss
- Robert De Niro – Conrad Brean
- Anne Heche – Winifred Ames
- Denis Leary – Fad King
- Willie Nelson – Johnny Dean
- Andrea Martin – Liz Butsky
- Kirsten Dunst – Tracy Lime
- William H. Macy – CIA-agent Charles Young
- John Michael Higgins – John Levy
- Suzie Plakson – Grace
- Woody Harrelson – sgt. William "the Old Shoe" Schumann
- Michael Belson – præsidenten
- Suzanne Cryer – Amy Cain
- Jason Cottle – A.D.
- David Koechner – instruktøren

## Ekstern henvisning
- Wag the Dog på Internet Movie Database (engelsk)
- Wag the Dog på Filmdatabasen
- Wag the Dog på Scope
- Wag the Dog i Svensk Filmdatabas (svensk)
- Wag the Dog på AlloCiné (fransk)
- Wag the Dog på MovieMeter (nederlandsk)
- Wag the Dog på AllMovie (engelsk)
- Wag the Dog hos American Film Institute (engelsk)
- Wag the Dogs profil hos Encyclopædia Britannica Online (engelsk)
- Wag the Dog på Turner Classic Movies (engelsk)